# ジョージアの世界遺産

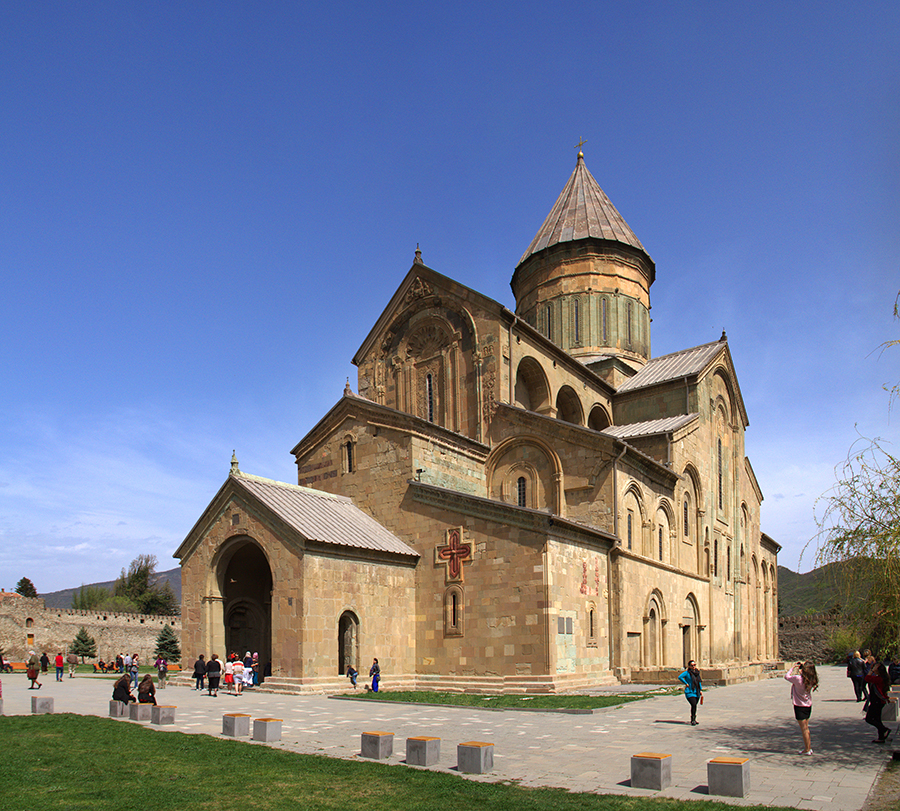
スヴェスティツホヴェリ大聖堂（ムツヘタの歴史的建造物群）

ジョージアの世界遺産（ジョージアのせかいいさん）はユネスコの世界遺産に登録されているジョージア（グルジア）国内の文化・自然遺産の一覧。

## 文化遺産
- ムツヘタの歴史的建造物群 - （1994年）
- ゲラティ修道院 - （1994年、2017年縮減）
  - 2017年まではバグラティ大聖堂も構成資産だった。
- 上スヴァネティ - （1996年）

## 自然遺産
- コルキスの雨林・湿地群 - （2021年）

## 複合遺産
なし